# Förkroppning

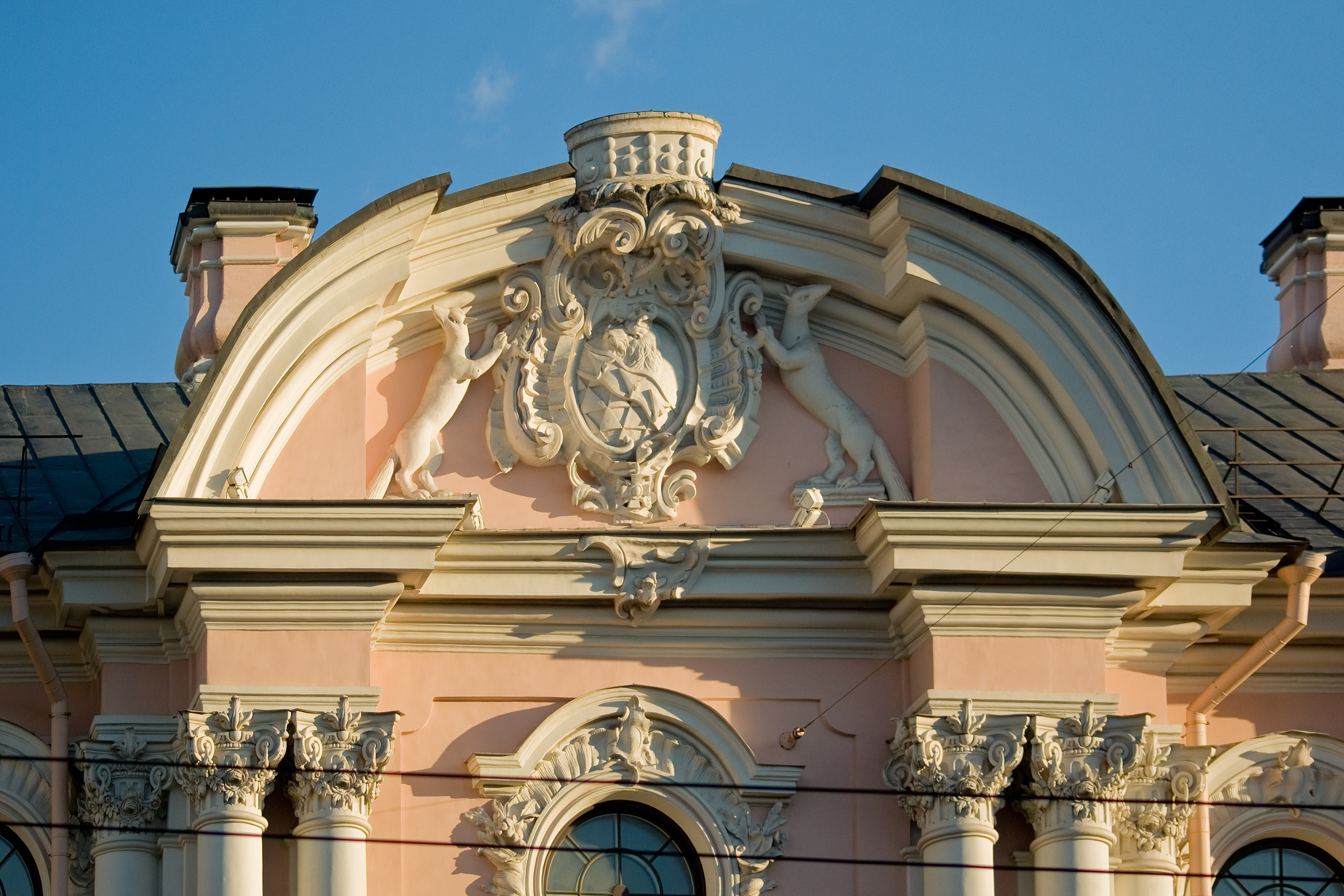
Förkroppat gavelpediment. Stroganovpalatset i Sankt Petersburg.

Förkroppning är en utskjutande volymbildning av bjälklag eller annat horisontellt arkitekturled, ofta ovanför en engagerad eller degagerad kolonn eller en pilaster.